# NBA 2K10
 (avril 2020).
Si vous disposez d'ouvrages ou d'articles de référence ou si vous connaissez des sites web de qualité traitant du thème abordé ici, merci de compléter l'article en donnant les références utiles à sa vérifiabilité et en les liant à la section « Notes et références ».
NBA 2K10 est un jeu vidéo de basket-ball développé par Visual Concepts et édité par 2K Sports sorti en 2009.
Il est disponible en France depuis le 8 octobre 2009 sur PlayStation 3, Xbox 360, PlayStation 2, Wii, PlayStation Portable et PC.
C'est le onzième épisode de la franchise 2K et est le principal concurrent de NBA Live 10.
Avec la licence officielle de la NBA vous pouvez choisir parmi les 30 équipes de la ligue et évoluer avec les plus grands joueurs tels Kobe Bryant ou LeBron James.
La principale nouveauté se situe au niveau de l'ajout du mode "My Player" qui permet de faire sa propre carrière en contrôlant son joueur créé, le faisant évoluer des camps d'entrainements, de la D-league jusqu'en NBA.